# Olaf Heitkøtter
Olaf Heitkøtter (* 26. März 1928 in Otta, Fylke Innlandet Norwegen; † 11. Oktober 2013) war ein norwegischer Bergwächter.

## Leben
Bereits als Kind entwickelte Heitkøtter auf Ausflügen mit seinen Eltern Peter Heitkøtter (1894–1961) und Anne Olsdotter Heitkøtter (1899–1976) und seinen Geschwistern Norman Heitkøtter (1924–2009), Tora Amundsen, geborene Heitkøtter (1925–2002), Agnes Bakke, geborene Heitkøtter (1932–2015) und Fredrik Heitkøtter eine starke Liebe zu den Bergen, zum Angeln und zum Leben in der freien Natur.
1950 schuf der Bergrat von Lesja die erste Arbeitsstelle eines hauptamtlichen Bergwächters (norwegisch: fjelloppsynsmann) in Norwegen. Das Jahresgehalt betrug 4000 Norwegische Kronen. Hauptaufgabe war der Besatz der Seen mit Fischen. Dies sollte die Fischerei in der Öffentlichkeit verbessern. Das Vorhaben betraf die Staatsgemeinden Dalsida und Lordalen mit einer Fläche von 1500 Quadratkilometern. Die Zucht von Fischen hatte bereits in großem Stil begonnen.
Als Heitkøtter 1950 diese Stelle eines Bergwächters von Johan Lyftingsmo (Bergvorstandsvorsitzender von Lesja Fjellstyre) angeboten wurde, fühlte Heitkøtter seinen großen Lebenstraum wahr werden und er trat die Stelle sofort an.
Heitkøtter gelang es, 160 Seen mit Fischen zu besetzen. Außerdem kümmerte er sich um die wilden Rentiere in dem Gebiet. Heitkøtter machte seine Arbeit so gut, dass die Bergräte in ganz Norwegen nach seinem Muster Stellen für Bergwächter einrichteten.
Neben seiner Tätigkeit als Bergwächter engagierte sich Heitkøtter für den Naturschutz in Norwegen. Er schrieb Bücher und Artikel in Zeitungen und Zeitschriften, er sprach in Schulen und im Radio und er machte Diashows und Fernsehfilme zu diesem Thema.
Zusammen mit seinen Brüdern Norman und Fredrik war er an der Gründung des Reinheimen-Nationalparks und des Breheimen-Nationalparks beteiligt. Diese Nationalparks liegen im Wildrentiergebiet in einem Dreieck zwischen Ottadalen im Süden, Valldalen und Tafjord im Westen/Nordwesten und Romsdalen und Gudbrandsdalen im Nordosten. Er war auch an der Gründung des ersten Nationalparks Norwegens, des Rondane-Nationalparks, beteiligt, der auf eine Initiative seines Bruders Norman zurückgeht.
Im Lesja Open Air museum gibt es eine ständige Ausstellung über das Leben der Gebrüder Heitkøtter: Norman, Olaf und Fredrik.

## Bücher (Auswahl)
- Et liv i norsk natur, Snøhetta, 2004, ISBN 9788291375205
- De gav oss en arv, Aventura, Oslo, 1990, ISBN 8258806696
- Vernetanker i vassdragsnatur, Snøhetta, Lesja, 1994, ISBN 8291375046
- I lyset fra mitt bål, Grøndahl, Oslo, 1985, ISBN 8250407679
- Villrein og villreinjakt, Grøndahl, Oslo, 1981, ISBN 8250404696
- Bli med til Trolltjønn, Bokklubben, Stabekk, 1980, ISBN 8252508359
- Trolltjønn, Grøndahl, Oslo, 1979, ISBN 8250403576
- Troldsøen: livet omkring en norsk skovsø, Skarv, Holte, 1979, ISBN 8787581612
- Reinheimen : fra en fjelloppsynsmanns dagbok, Grøndahl, Oslo, 1974, ISBN 8250400852